# Joan Montes
Juan Montes Pérez (Barcelona; 28 de octubre de 1960) es un exjugador y entrenador de baloncesto español. Su trayectoria como entrenador ha estado totalmente vinculada con el F.C. Barcelona, tanto en categorías de formación como en el primer equipo.

## Biografía
Empezó jugando en el Bosco Horta de Barcelona, SSCC (Sagrados Corazones de Barcelona), más tarde en el RCD Espanyol, en el Peñas Huesca y finalmente en el Valvi Girona (consiguiendo ascenso a la Liga ACB con los tres clubs), aunque su carrera como jugador no es lo más destacable.
Su principal vocación fue siempre entrenar y en la temporada 1989-90  fichó por el FC Barcelona para incorporarse a las categorías inferiores del club.
En el año 1994, Aíto García Reneses le requirió como segundo entrenador y así lo fue durante dos etapas. La temporada 97-98, con Manel Comas en el banquillo, los resultados del equipo no fueron los esperados y en la jornada duodécima éste fue cesado. Joan Montes tomó las riendas del equipo, que en ese momento no estaba bien clasificado, y consiguió llevarlo a las semifinales de la Liga ACB. Esa misma temporada hizo debutar ante el CB Granada y en el Palau a Juan Carlos Navarro, que anotó 10 puntos en 10 minutos. Los años posteriores siguió con su tarea de formación en las categorías inferiores y como segundo entrenador entre los años 1999 y 2003. La temporada 2004-2005 empezó con la renuncia de Svetislav Pešić en el cargo por desavenencias con Valero Rivera, y el club decidió que Joan Montes tomara las riendas del equipo como ya había hecho años atrás. La temporada empezó bien pero poco a poco el equipo no fue respondiendo y el 27 de febrero de 2005 presentó su dimisión. Siguió vinculado al club en la tarea de formación y fue el encargado de dirigir al FC Barcelona en el circuito sub-20.
Siempre ha declarado que su filosofía de juego se basa en «la defensa y tratar que el ataque tenga una mayor velocidad». Así lo afirmó en una entrevista previa a la Supercopa ACB que ganó siendo entrenador del FC Barcelona.

## Trayectoria como jugador
- Bosco Horta (categorías inferiores y primer equipo)
- RCD Espanyol
- Peñas Huesca (1984-85)
- Valvi Girona (1986-88)

## Trayectoria como entrenador
- Bosco Horta (categorías inferiores)
- FC Barcelona, entrenador de los equipos cadete y júnior ( 1989-92 )
- CB Montcada
- Seleccionador español Cadete y Junior durante 6 años. (1988-1993)
- Selección Español, ayudante de la senior con Lolo Sainz(1994-96)
- FC Barcelona, ayudante de Aito García Reneses (1994-1997 )
- FC Barcelona, primer entrenador sustituyendo a Manel Comas (1997-98)
- FC Barcelona, segundo equipo (Liga EBA) (1999-00)
- FC Barcelona, ayudante de Aito García Reneses (2000-02)
- FC Barcelona, ayudante de Svetislav Pešić (2002-03)
- FC Barcelona, primer entrenador sustituyendo a Svetislav Pešić (2004-05)
- FC Barcelona, entrenador equipo sub-20 (2006)

## Palmarés como entrenador

### Clubes
Como entrenador ayudante:
- 1 Copa de Europa (2002-03) y 2 finales europeas (95-96 y 96-97)
- 6 Ligas ACB (94-95, 95-96, 96-97, 98-99, 00-01 y 04-05)
- 2 Copas del Rey 00-01 y 04-05
- 1 Copa Korac 98-99

Como primer entrenador:
- Campeón Supercopa ACB 04-05.
- Ha sido dos veces campeón de España con los equipos inferiores del F. C. Barcelona.

### Selección
- Medalla de Bronce con la Selección Nacional Júnior en el Campeonato del Mundo de Atenas-95. (Primera medalla en un mundial del baloncesto español, en cualquier categoría)

## Varios
- Hizo debutar a Juan Carlos Navarro en la Liga ACB, el 23 de noviembre de 1997, con 17 años ante el Granada en el Palau Blaugrana.
- Entrenó, en diferentes etapas, a Pau Gasol y Marc Gasol.